# Bulat-Pestivien
Bulat-Pestivien é uma comuna francesa na região administrativa da Bretanha, no departamento Côtes-d'Armor. Estende-se por uma área de 31,23 km². Em 2010 a comuna tinha 427 habitantes (densidade: 13,7 hab./km²).